# Armstrong Siddeley 18 hp
Der Armstrong Siddeley 18 hp ist ein Pkw, den der britische Hersteller Armstrong Siddeley von 1921 bis 1926 baute. Er war das zweite Modell des Herstellers und wurde dem zwei Jahre vorher erschienenen Oberklassewagen 30 hp zur Seite gestellt.

## 18 hp
Der 18 hp war der erste Mittelklassewagen des Herstellers. Er hatte einen obengesteuerten Sechszylinder-Reihenmotor mit einem Hubraum von 2318 cm³ (Bohrung × Hub = 69,5 mm × 104,8 mm). Die Leistung ist nicht bekannt. Die Höchstgeschwindigkeit wird mit 96 km/h angegeben. Die Gesamtlänge betrug 4191 mm bei einem Radstand von 3048 mm. Der Tankinhalt betrug 45,5 Liter. Das Getriebe hatte drei Gänge.
Wie der 30 hp hatte auch der 18 hp zwei Starrachsen. Die Vorderachse hing an halbelliptischen Längsblattfedern, die Hinterachse hatte Cantileverfederung.

## 18 hp Mark II
1925 erschien der 18 hp Mark II. Der Wagen war etwas größer als sein Vorgänger geworden.
Auch wurde ein größerer Motor eingesetzt, der in der Auslegung dem seines Vorgängers entsprach. Der Hubraum stieg auf 2872 cm³ (Bohrung × Hub = 73 mm × 114,29 mm). Auch die Leistung dieses Motors ist nicht bekannt. 104 km/h wird als Höchstgeschwindigkeit angegeben.
Von beiden Modellen zusammen wurden 2500 Exemplare gebaut. 1926 löste der 20 hp den 18 hp Mark II ab.